# Finn Dag Jagge
Finn Dag Jagge (4 maggio 1936 – 19 gennaio 1999) è stato un tennista norvegese con partecipazioni a tornei del Grande Slam e Coppa Davis.

## Biografia
Tra il 1955 e il 1973 giocò ventidue incontri di Coppa Davis per la Norvegia. Ne vinse tre: nel 1960 nel doppio contro i Paesi Bassi, nel 1964 sempre nel doppio contro il Portogallo, e nel 1973 in singolare contro l'Irlanda.
Negli anni sessanta Jagge si sposò con la sciatrice Liv Christiansen. Il figlio della coppia, Finn Christian Jagge ha seguito le orme della madre, diventando un eccellente slalomista, campione olimpico nelle Olimpiadi invernali del 1992.